# Saybrook
Saybrook és una població dels Estats Units a l'estat d'Illinois. Segons el cens del 2000 tenia 764 habitants.

## Demografia
Segons el cens del 2000, Saybrook tenia 764 habitants, 325 habitatges, i 219 famílies. La densitat de població era de 373,4 habitants/km².
Dels 325 habitatges en un 31,7% hi vivien nens de menys de 18 anys, en un 54,8% hi vivien parelles casades, en un 9,5% dones solteres, i en un 32,6% no eren unitats familiars. En el 28,9% dels habitatges hi vivien persones soles el 13,5% de les quals corresponia a persones de 65 anys o més que vivien soles. El nombre mitjà de persones vivint en cada habitatge era de 2,35 i el nombre mitjà de persones que vivien en cada família era de 2,88.
Per edats la població es repartia de la següent manera: un 25,3% tenia menys de 18 anys, un 7,5% entre 18 i 24, un 28,3% entre 25 i 44, un 23,3% de 45 a 60 i un 15,7% 65 anys o més.
L'edat mediana era de 39 anys. Per cada 100 dones de 18 o més anys hi havia 87,8 homes.
La renda mediana per habitatge era de 37.778 $ i la renda mediana per família de 43.750 $. Els homes tenien una renda mediana de 29.688 $ mentre que les dones 21.806 $. La renda per capita de la població era de 16.671 $. Aproximadament el 7,7% de les famílies i el 8,6% de la població estaven per davall del llindar de pobresa.

## Poblacions properes
El següent diagrama mostra les poblacions més properes.